# Charles Garnier

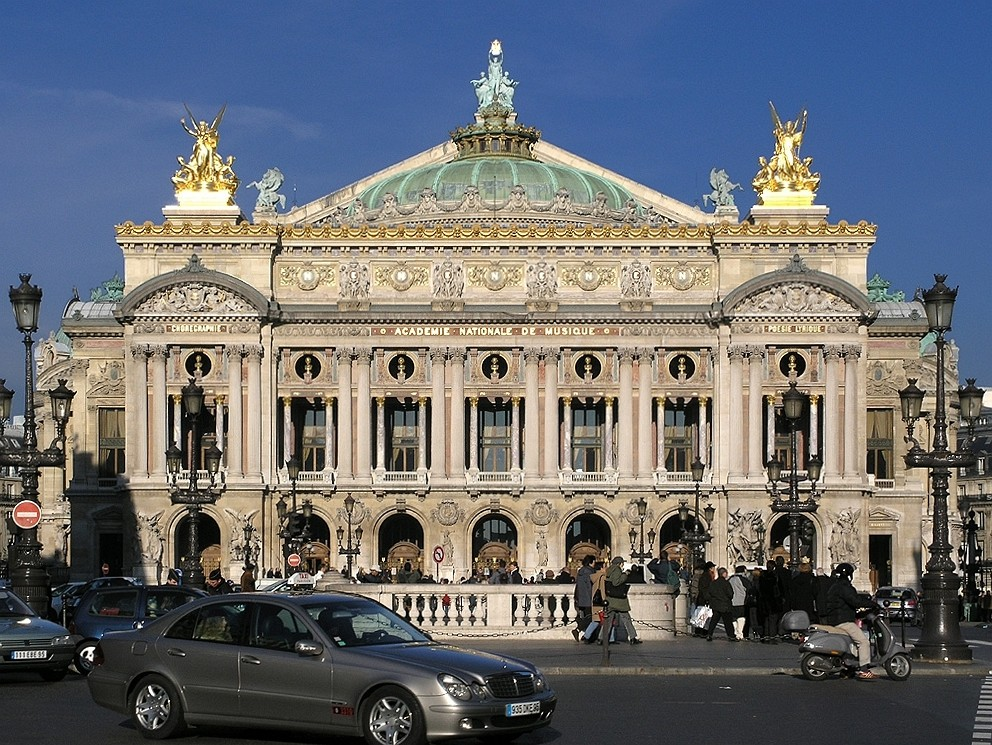
Operahuset i Paris.

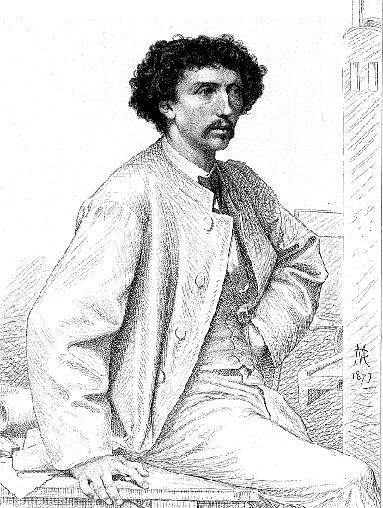
Charles Garnier

Charles Garnier, född 6 november 1825 i Paris, död 3 augusti 1898 i Paris, var en fransk arkitekt. 

## Biografi
Garniers främsta verk är Paris operahus (1861–74), över vilket han skrev en monografi i två band 1881, observatoriet i Nice samt kasinot i Monte Carlo. Garnier ligger begravd på Montparnassekyrkogården i Paris.
Garnier har gjort grundliga klassiska studier och offentliggjort ett antal arbeten om grekisk konst. Han var en av de främsta företrädarna för 1800-talets renässans- och barockinspirerade arkitektur. 
Han sista skrift var L'habitation humaine (1891, tillsammans med A. Amman).